# يوم السلي
يوم السلي من أيام العرب في الجاهلية،  وكان لبني مازن من بني تميم على بكر بن وائل. والسلي موضع في بلاد بني يشكر من بكر بن وائل في بلاد اليمامة.

## المعركة
خرج جمع من بني مازن من تميم للإغارة على بكر بن وائل، حتى دخلوا على بني يشكر في بلادهم وقاتلوهم في موضعٍ لهم يقال له السلي، فانتصروا عليهم وظفروا بهم، وشد زاهر بن عبد الله بن مالك المازني التميمي على سيد بني يشكر تيم بن ثعلبة اليشكري فقتله، وقتلوا مقرون بن عتاب العجلي وأصابوا كثيراً من الغنائم. قال زاهر بن عبد الله المازني التميمي في ذلك مفتخراً:
وقال حاجب بن ذبيان المازني التميمي: